# Henri de Castellane
Henri Charles Louis Boniface de Castellane-Novejean (Parigi, 23 settembre 1814 – Saint-Patrice, 16 ottobre 1847) è stato un politico francese.

## Biografia
Era il figlio maggiore di Boniface de Castellane, e di sua moglie, la contessa Cordélia Greffulhe, che suscitò la passione del conte Molé e di François-René de Chateaubriand. Henri era revisore dei conti presso il Consiglio di Stato.

## Matrimonio
Nel 1839 sposò Pauline de Talleyrand-Périgord (29 dicembre 1820–12 ottobre 1890), figlia di Edmond de Talleyrand-Périgord, duca di Dino, e di Dorotea di Curlandia. Pauline portò in dote il castello di Rochecotte alla famiglia Castellane. Ebbero due figli:
- Marie de Castellane (19 febbraio 1840–10 luglio 1915), sposò il principe Antoni Wilhelm Radziwiłł, ebbero quattro figli;
- Antoine de Castellane (12 maggio 1844–10 dicembre 1917), sposò Madeleine Le Clerc de Juigné, ebbero quattro figli.

## Carriera
Henri de Castellane era consigliere generale del Cantal quando il 4° collegio di questo dipartimento lo elesse deputato liberale il 2 marzo 1844 in sostituzione di Teilhard-Nozerolles, che era deceduto. L'elezione è stata annullata per la prima volta dalla Camera dei Deputati, poiché l'eletto non aveva l'età prescritta dalla legge. Un nuovo scrutinio, il 27 maggio 1844, cedette nuovamente la maggioranza al marchese de Castellane, che fu invalidato una seconda volta per lo stesso motivo. Eletto per la terza volta il 17 agosto 1844 e invalidato per la terza volta, fu eletto per la quarta volta l'8 febbraio 1845 e, questa volta, superati i 30 anni, ha visto confermare il suo mandato. Sedette alla Camera dei Deputati nel Partito Terzo, tra governo e opposizione.

## Morte
Rieletto il 1º agosto 1846, morì l'anno successivo in seguito ad una caduta da cavallo.